# Krug (Gefäß)
Der Krug ist ein mit einem senkrechten Henkel und manchmal mit einem Deckel versehenes bauchiges oder zylindrisches Gefäß, das der Aufnahme, dem Transport, der Lagerung und der Entnahme von Flüssigkeiten dient. Er ist nicht zu verwechseln mit dem ähnlichen, aber kleineren ebenfalls als Krug oder Trinkkrug bezeichneten Humpen (siehe dort). Krüge werden aus verschiedenen Materialien, bevorzugt aus keramischen Werkstoffen, gefertigt.
Das Wort selbst stammt aus dem althochdeutschen kruog, „Krug, Flasche“; eine weitergehende Etymologie ist nicht geklärt (Vgl. jedoch griechisch krōssós, „Krug“, sowie deutsch Krause (von mittelhochdeutsch krūse), „Krug, irdenes Trinkgefäß“, und lateinisch crusibulum, „kleiner Krug“).

## Begriff
Abgrenzungsunschärfen gibt es vor allem zwischen dem Krug und der Kanne.
Einige Autoren unterscheiden die Kanne vom Krug durch ihre separate Ausgussöffnung, andere ordnen alle Henkelgefäße, die keinen Ausguss haben (also weder eine leicht ausgebuchtete Schnaupe noch einen länger ausgezogenen Schnabel noch eine rohrförmige Tülle), den Krügen zu.
Auch die historisch-kulturwissenschaftliche Terminologie unterscheidet in dieser Weise.
Einigkeit besteht darüber, dass die Kanne im Grundsatz ein Schenkgefäß ist, der Krug aber nicht ausschließlich Trinkgefäß. In Einzelfällen weicht der Wortgebrauch von diesen Regeln ab: Die Kranenkanne hat keinen Ausguss, ebenso wenig wie manche Schleifkannen und später die großen „Milchkannen“ für die Molkereibelieferung, der Tessiner Weintrinkkrug „Boccalino“ dagegen hat eine Schnaupe.
Von der Tasse, dem Henkelbecher oder Topf unterscheidet sich der Krug tendenziell durch seine Größe, steilere Proportion und engere Öffnung.
Historische Steinzeugflaschen für Mineralwasser werden teilweise auch als Krüge benannt.
Im heutigen Sprachgebrauch, soweit er sich nicht wissenschaftlich auf historische Objekte bezieht, hat sich die Bedeutung von Krug als Trinkgefäß auf den Bierkrug reduziert, und auch alle Gießgefäße ohne Tülle, aber mit Ausguss werden überwiegend als Krüge bezeichnet.

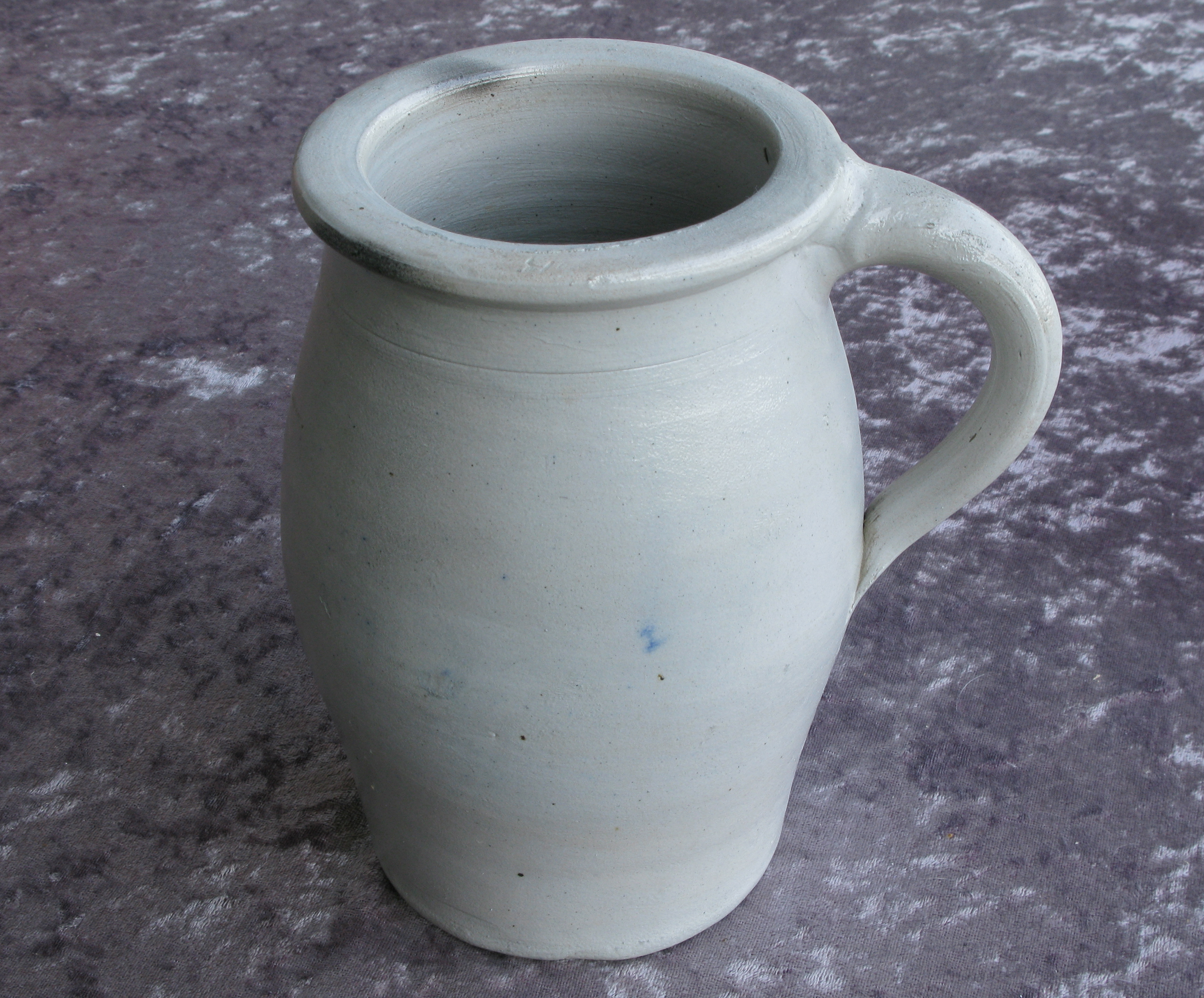
Krug als traditionelles graues Steinzeug aus dem Westerwald

## Geschichte
Die weitaus meisten aus vorindustrieller Zeit erhaltenen Krüge sind aus keramischen Materialien gebrannt. Der Anteil von aus Holz gedrechselten oder geböttcherten Henkelgefäßen ist gering. Metall und Glas sind dagegen höherwertige Materialien, die erst seit der Neuzeit eine zunehmende Rolle in der Alltagskultur spielen.

### Altertum
- Tonkrüge ermöglichten das Kühlen[6] durch Nutzung der Verdunstungskälte und waren deshalb, wie schon im Altertum, bis ins 20. Jahrhundert das häufigste Aufbewahrungsgefäß für Milchprodukte und Getränke auch in Europa. Siehe auch Tonkrugkühler.
- Bereits vor mehr als 2000 Jahren wurden Krüge (wie die doppelhenkeligen Amphoren) zu Lagerung und Transport von Wein und Olivenöl verwendet.[7] Bei der Weinherstellung im alten Ägypten dienten offene Krüge der Gärung. Anschließend wurden sie mit Pfropfen verschlossen und mit Angaben zur Produktion versehen.[8] Ein Verfahren, das ähnlich noch heute in Imeretien angewendet wird.
- Tonkrüge fanden aber auch zur Lagerung und Transport anderer Produkte Verwendung, da sie auch vor Feuchtigkeit, Licht und Ungeziefer schützen (z. B. Getreide, Schmalz, Saatgut) und einfach durch Kork oder Holzpfropfen verschließbar und durch Bienenwachs versiegelbar sind. 1947 wurden in Tonkrügen die ersten Schriftrollen vom Toten Meer bei den Ausgrabungen in Qumran entdeckt, welche nahezu 2000 Jahre in diesen Krügen überdauert haben und bereits in Ägypten war der Tonkrug als Aufbewahrungsort für Papyri sehr beliebt.[9]
- Beim Bau von Bewässerungsanlagen kamen bereits in der Antike Tonkrüge als Schöpfgefäße oder zur Richtungsänderung bei Wasserleitungen zur Verwendung.[10]
- In spätrömischer Zeit gehörten Krüge und Kannen aus Glas zu den weitverbreiteten Luxusgütern. Auch zum Transport von Flüssigkeiten – vornehmlich Öle – wurden Krüge aus Glas verwendet, wie Funde zum Beispiel aus dem Siedlungsraum um Mainz zeigen. Zahlreich vertreten sind unterschiedlich hohe Vierkantkrüge, die den Vorteil der vollständigen Ausnutzung des Transportvolumens in Kisten und Körben boten.[11]
- Krüge und andere Geschirrteile aus Kupfer sind aus frühen ägyptischen Gräbern (nach 4000 v. Chr.) bekannt. Kupfer wurde dort anscheinend früher als Gold verarbeitet.[8]
- Weinkrüge aus dem Grab Skorpions I. (um 3200 v. Chr.) stellen den ältesten bekannten Nachweis von phonetisch lesbaren Zeichen einer Schrift in Ägypten dar.

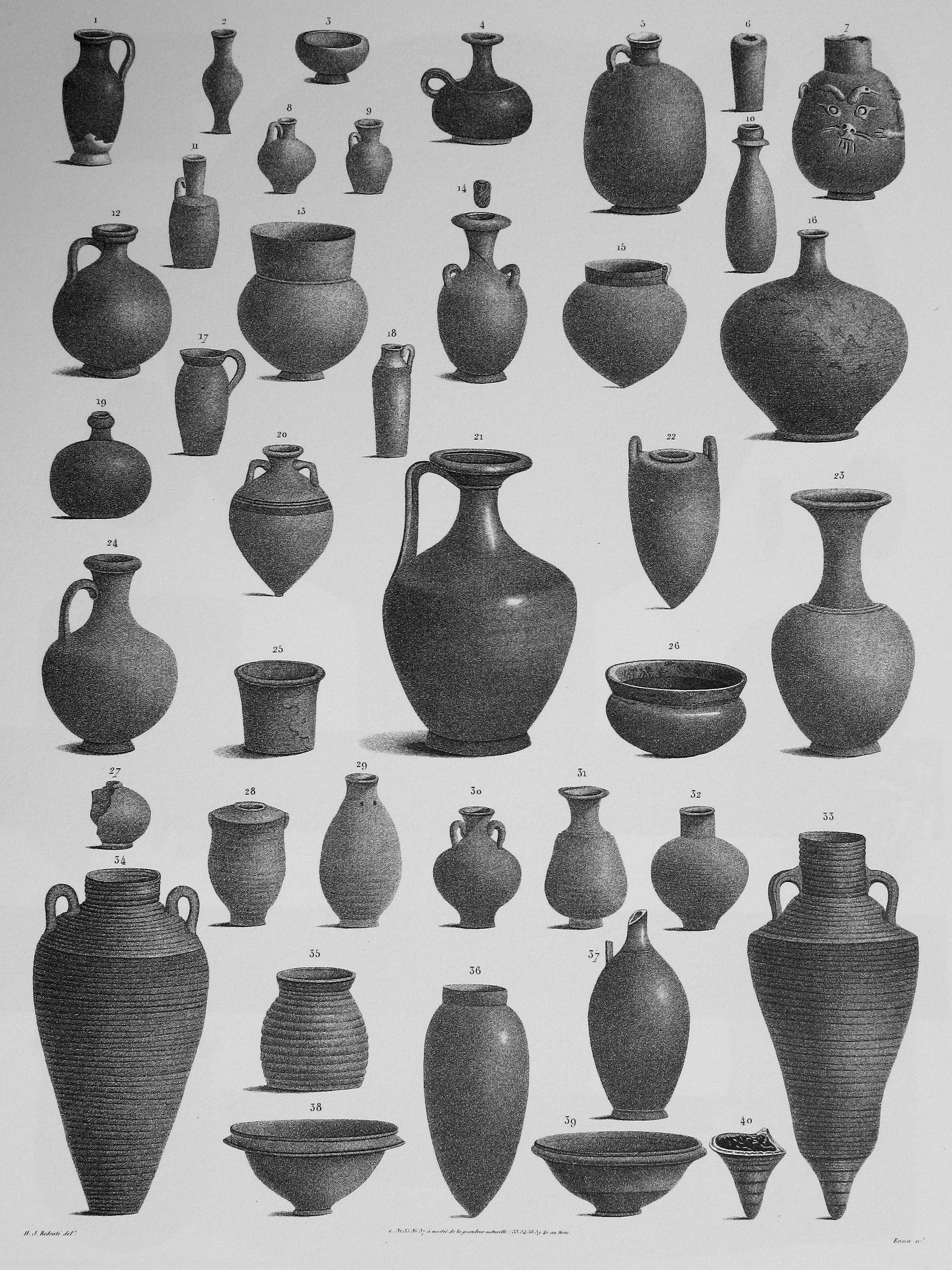
Im alten Ägypten verwendete Tongefäße
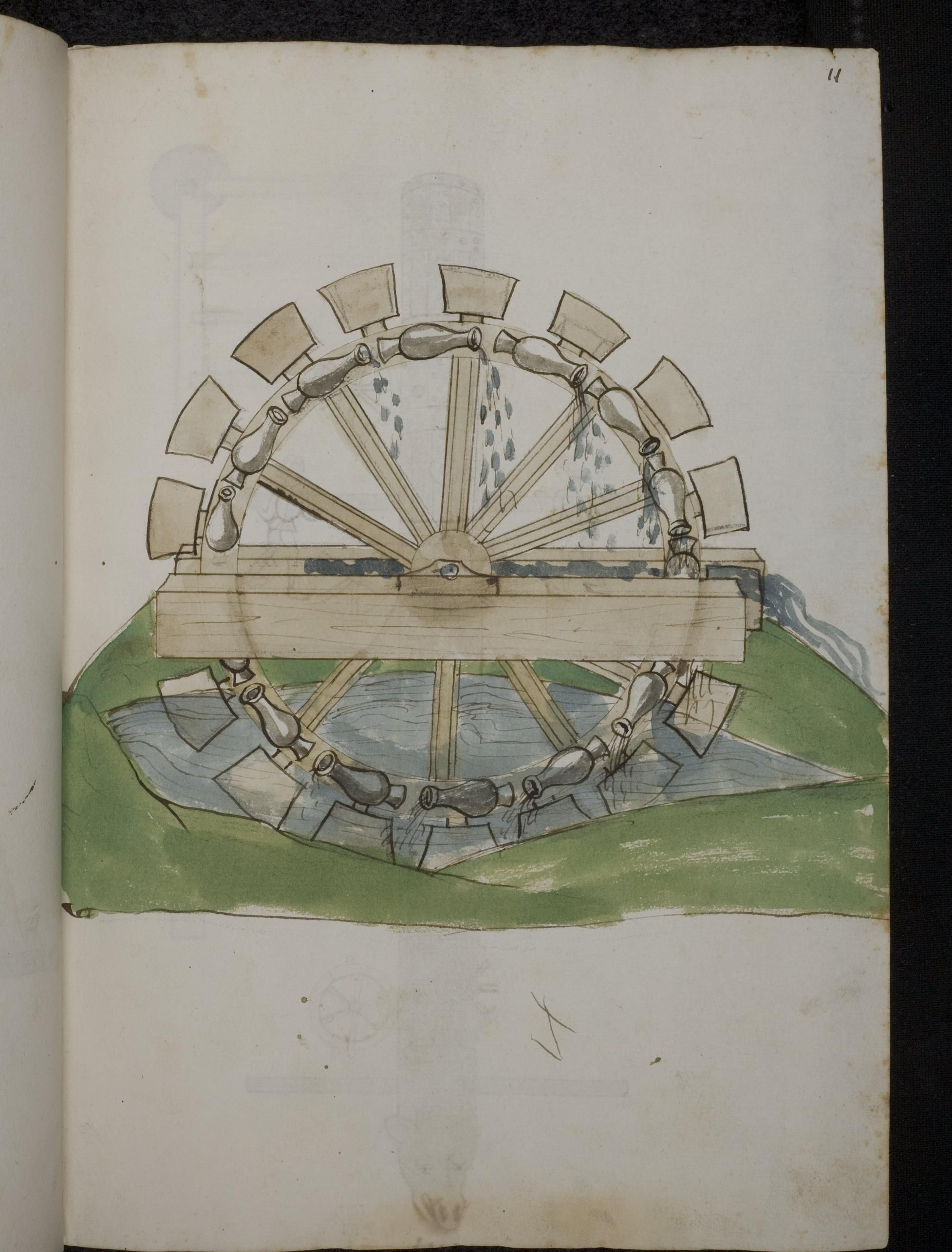
Krüge in einem Wasserschöpfrad

### Mittelalter und Neuzeit
Materialien und Formen
Bevorzugtes Material für mittelalterliche Krüge war Steinzeug. Sein gesinterter Scherben ist wasserdicht, die im Spätmittelalter erfundene durchsichtige Salzglasur erleichterte das Reinigen. Andere keramische Techniken waren mit dem Ende des Römischen Reiches in Vergessenheit geraten. So wurde insbesondere die opake Zinnglasur erst durch den Kontakt mit der arabisch-maurischen Keramikindustrie in Mallorca (daher „Majolika“ für die weißgrundig glasierten italienischen Tonwaren des 15./16. Jahrhunderts) wieder in Europa eingeführt. Im übrigen Europa als Fayence bezeichnet, hatte das Material gerade für Krüge eine Konjunktur bis ins 19. Jahrhundert, als es durch Steingut abgelöst wurde. Die auf der Töpferscheibe gedrehten Krüge des Mittelalters sind durchweg bauchig, erst im späteren 16. Jahrhundert treten zylindrische und leicht konische Formen an ihre Seite.
Silberne, typischerweise zylindrische Krüge erscheinen in Mitteleuropa seit dem 16. Jahrhundert. „Dort, wo Bier getrunken wird, im Bürgertum eher als bei Hofe, und in Deutschland mehr als in den romanischen Ländern, entwickelte sich dieser Formtyp und setzte sich durch.“ Als Walzenkrug oder Humpen wird der zylindrische, mit Klappdeckel versehene Krug auch aus Zinn gefertigt, weitaus häufiger ist jedoch die Kombination von Gefäß aus Keramik (Steinzeug, Fayence, Steingut) oder später auch Glas, mit Deckel aus Zinn oder Silber.
Sonderformen aus der Geschichte des Kunsthandwerks
- Die Schnelle ist ein schlanker, hoher, sich nach oben leicht konisch verjüngender Bierkrug des 16. und 17. Jahrhunderts aus weißlich-grauem Steinzeug, hergestellt im Rheinland.
- Ihre kleinere Variante ist unter dem Namen Pinte bekannt.
- Die braunen Bartmannkrüge sind eine west- und norddeutsche Steinzeugspezialität des 16. bis 18. Jahrhunderts.
- Apostelkrüge, niedrige, breit proportionierte Deckelhumpen aus braunglasiertem Creußener Steinzeug mit bunten Bordüren und farbigen Apostelreliefs, entstanden zwischen 1610 und 1709 in dem oberfränkischen Ort.[13]
- Als Kannenbäckerland ist ein nördlich von Koblenz gelegener Landstrich im Südwesten des Westerwaldes bekannt. Der in der Grafschaft Wied im Jahre 1643 etablierten Zunft der Kannenbäcker gehörten Manufakturen rund um Höhr-Grenzhausen an. Typisch für die dort gebrannten Kannen und Krüge ist ein blaugräuliches, oftmals auch weißes oder ins Bräunliche gehendes, mit einer Salzglasur überzogenes Steinzeug.[14]
- Vexierkrüge waren Scherzgefäße, die bei zünftischen, aber auch feudalen Geselligkeiten der frühen Neuzeit für Erheiterung sorgten.
- Hölzerne, gedrechselte oder aus Dauben zusammengesetzte Krüge wurden gelegentlich in Thüringen und Bayern gefertigt. Eine Sonderform waren die bei Jenenser Studenten beliebten Lichtenhainer Krüge mit ihrem Wechsel von hellen und dunklen Dauben[15] oder mit eingelegten Zinnornamenten.[16]
- Reservistenkrüge erinnerten im Kaiserreich deutsche Wehrpflichtige an ihre Dienstzeit.

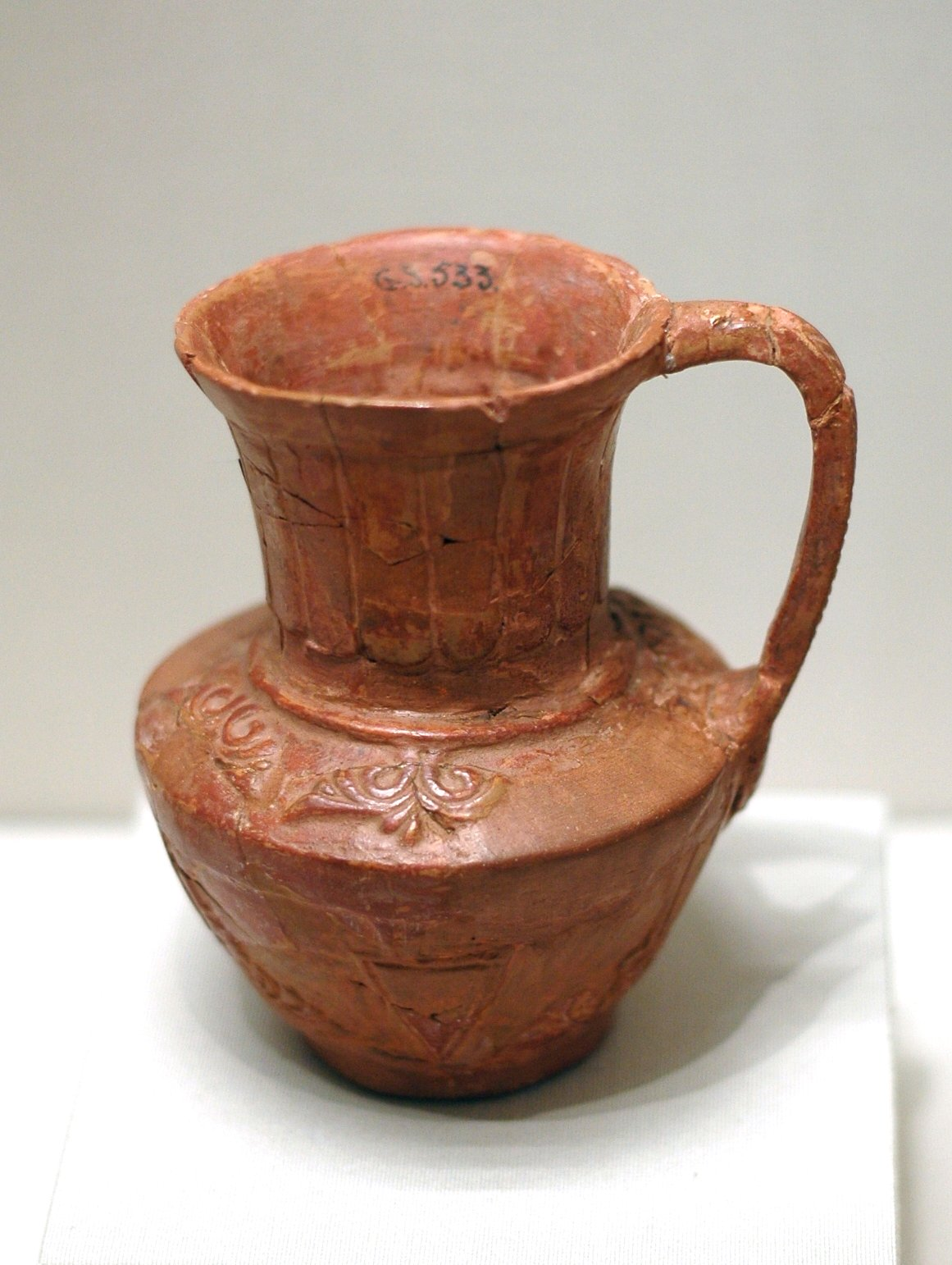
Islamischer Krug aus Susa, 8./9. Jahrhundert
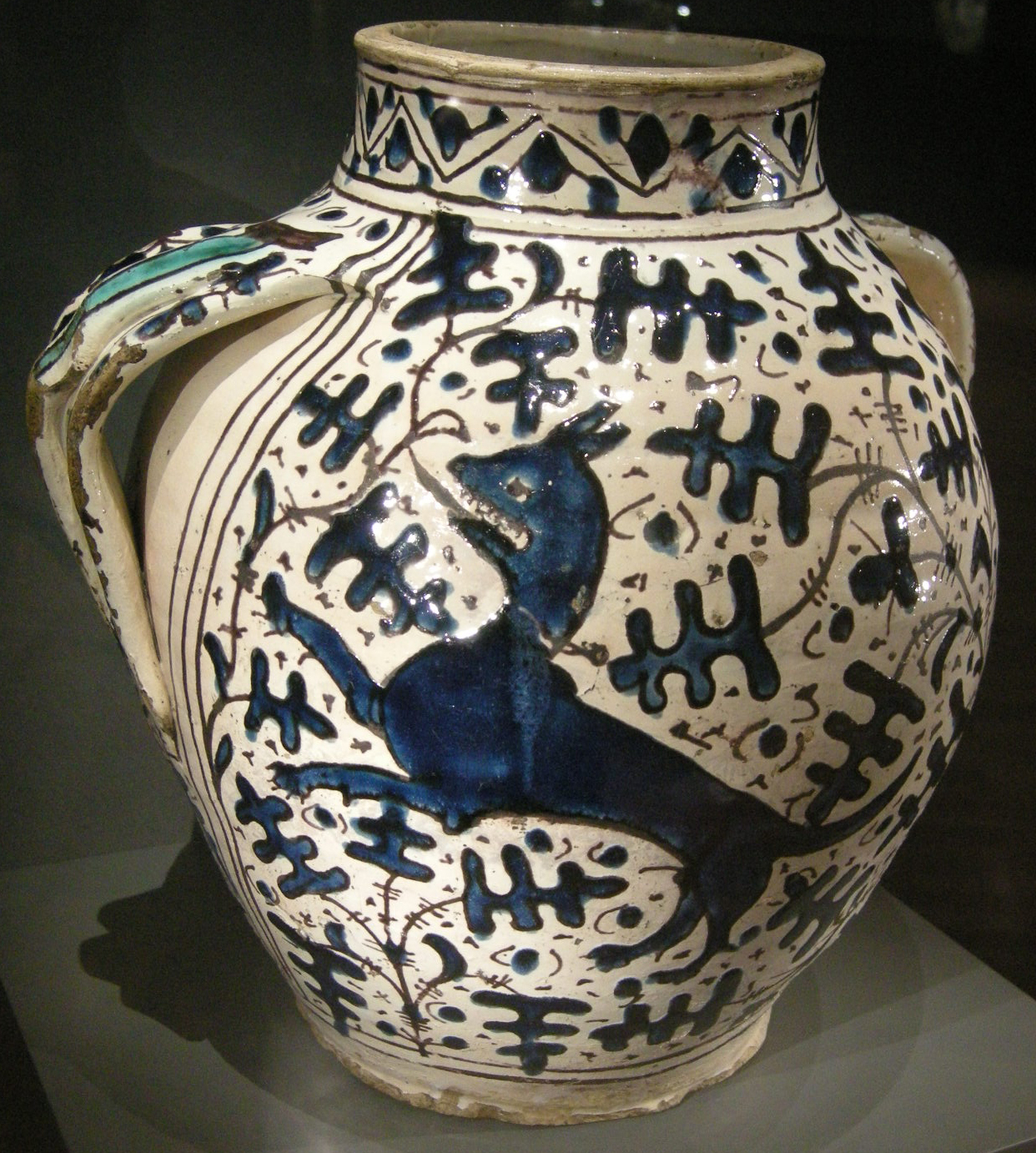
Krug aus Majolika, Florenz, 15. Jahrhundert
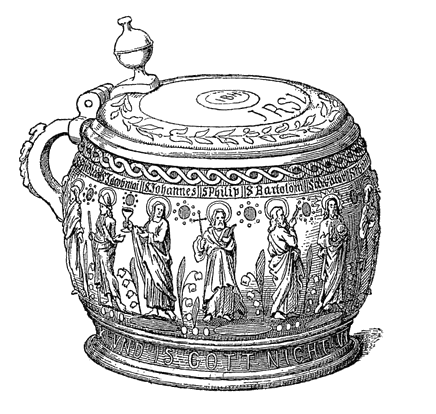
Apostelkrug, 17. Jahrhundert
Bartmannskrug, 17./18. Jahrhundert
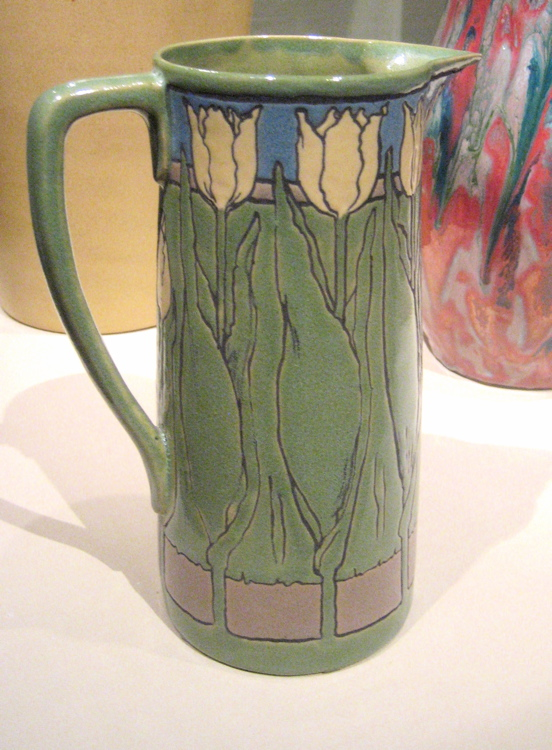
Jugendstilkrug der Paul Revere Pottery in den USA
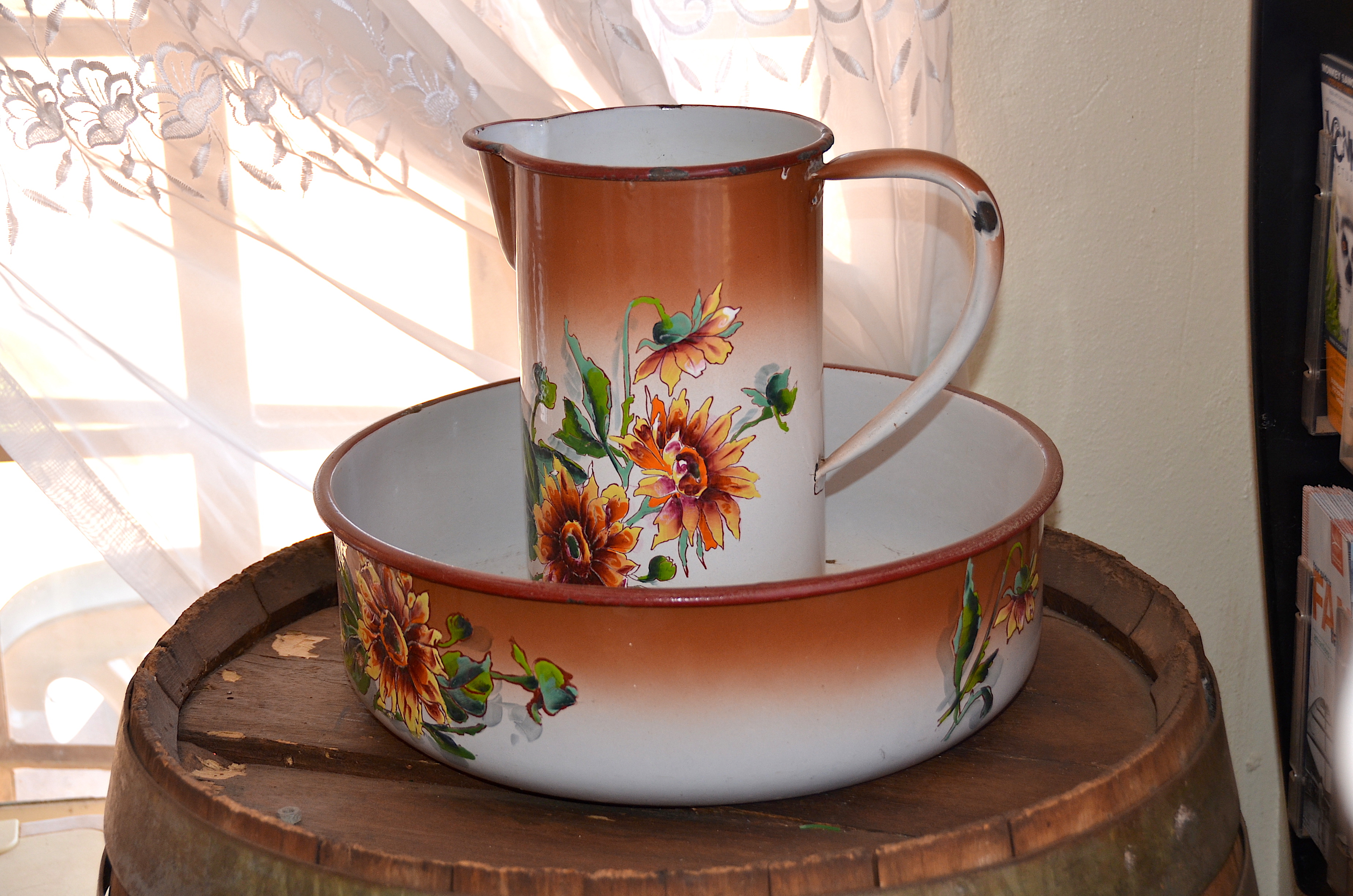
emaillierte Waschschüssel und Wasserkrug

## Mythische, kultische und symbolische Bedeutung

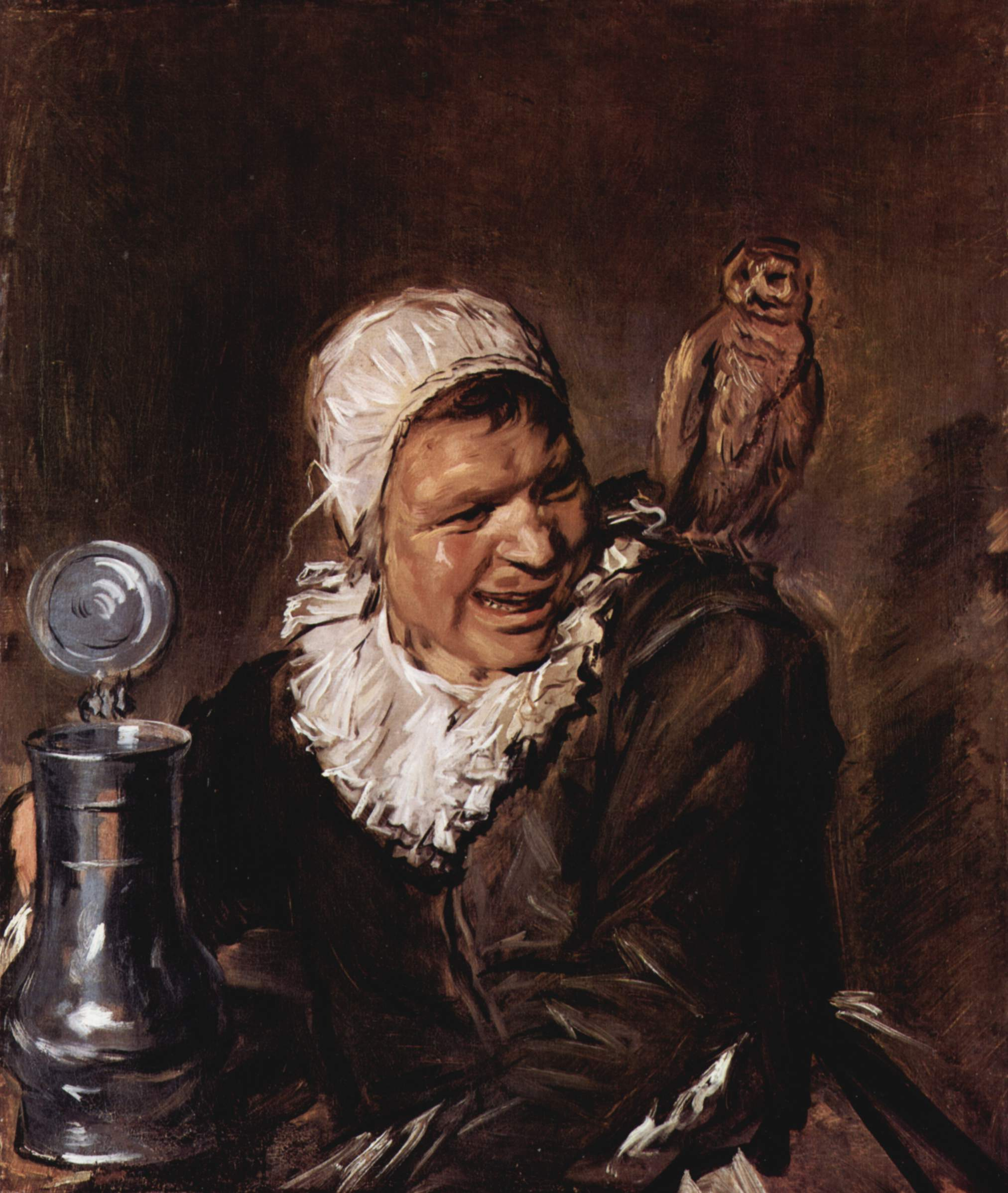
Frans Hals: Malle Babbe mit Zinnkrug als Symbol der Trunksucht

Schon in den alten Schöpfungsmythen kommen Tonkrüge vor. Die Büchse der Pandora war ein Tonkrug (Pithos), dessen Inhalt nach Hesiod über die Erde ausgestreut wurde. Als Kanopen (auch Kanopenkrüge oder Kanopenvasen) werden in der Ägyptologie Gefäße bezeichnet, in denen bei der Mumifizierung der Leichnam und die Eingeweide separat beigesetzt wurden.
Im antiken Ort Kanopus (Ägypten) an der ägyptischen Mittelmeerküste gab es einen Sarapistempel, in dem Osiris in Form eines Kruges mit Menschenkopf verehrt wurde, der Nilwasser enthielt.

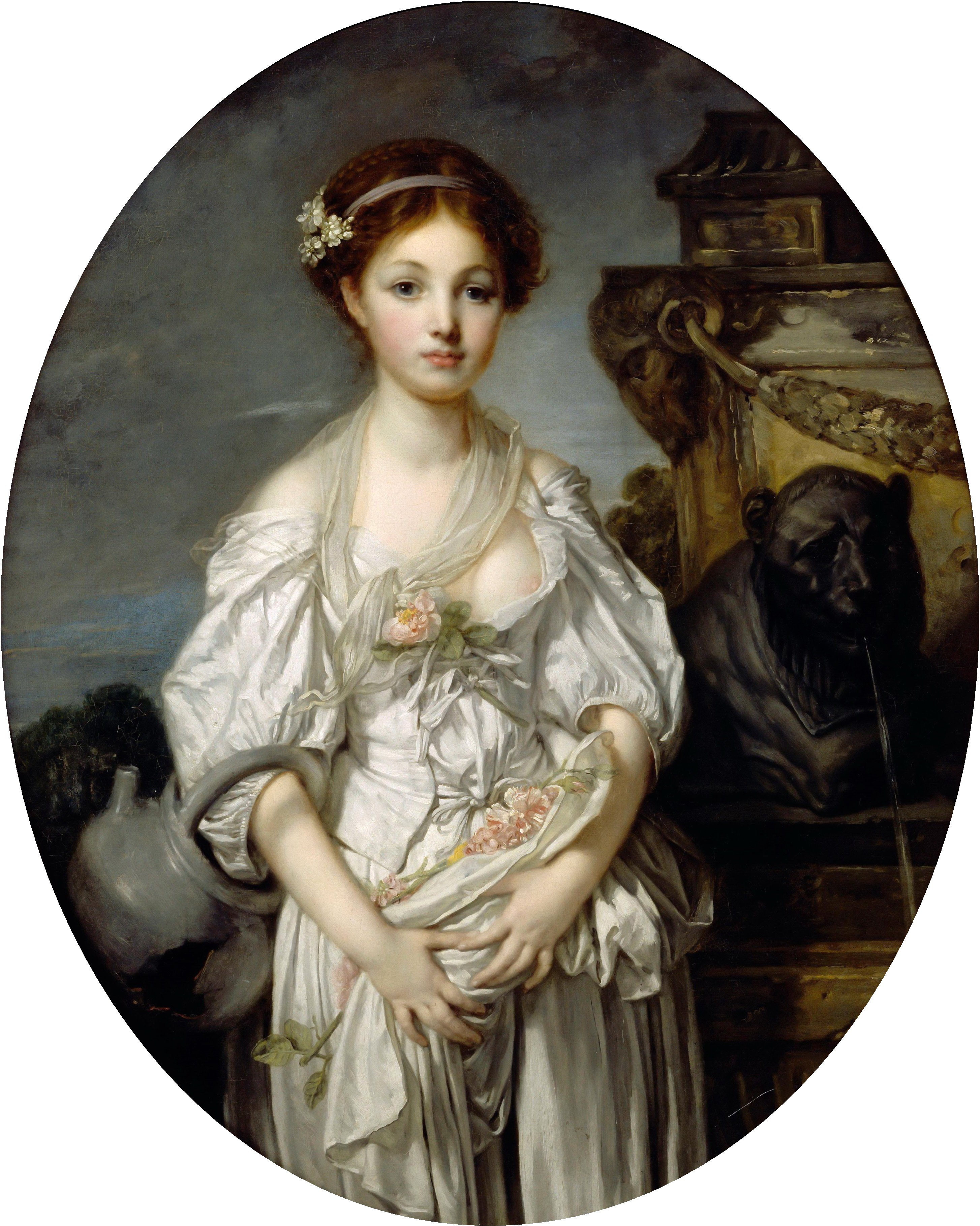
Jean-Baptiste Greuze: Der zerbrochene Krug, Gemälde von 1771, Louvre

Die Antike sieht im Krug ein Symbol für Trankopfer, Reinwaschung und Reinheit. Der Klassizismus und der Biedermeier stellte vielfach das mit der Devise „L’amitié“ (Freundschaft) versehene Motiv einer Kultdienerin in antiker Kleidung dar, die eine Flüssigkeit aus einem Krug oder einer Schale in die Flammen eines Opferaltars gießt. In der Ikonographie des Lasters gilt der Krug als Symbol für Trunksucht, wie etwa von Frans Hals drastisch porträtiert.
Der zerbrochene Krug erscheint in der Kunst vor allem als Metapher für die verlorene Unschuld (Jean-Baptiste Greuze, 1771). Bekanntestes deutschsprachiges literarisches Werk ist Heinrich Kleists Der zerbrochne Krug (1806).

## Sprichwörter
- „Der Krug geht so lange zum Brunnen, bis er bricht.“[19][20]